# ISO 3166-2:BE
ISO 3166-2:BE é a entrada para Bélgica no ISO 3166-2, parte do padrão ISO 3166 publicado pela Organização Internacional para Padronização (ISO), que define códigos para os nomes dos principais subdivisões (ex., províncias ou estados) de todos os países codificado em ISO 3166-1.
Atualmente para a Bélgica, códigos ISO 3166-2 são definidos para dois níveis de subdivisões:
- 3 regiões
- 10 províncias

Cada código é composto por duas partes, separadas por um hífen. A primeira parte é BE, o ISO 3166-1 alfa-2 código da Bélgica. A segunda parte é de três letras. Para as províncias, a primeira letra indica a região em que a província está em:
- V: Região de Flandres (em neerlandês:  Vlaamse Gewest)
- W: Região da Valônia (em francês:  Région Wallonne)

## Códigos atuais
Nomes de subdivisão estão listados como no padrão ISO 3166-2 publicada pela Agência de Manutenção ISO 3166 (ISO 3166/MA).
ISO 639-1 códigos são usados para representar nomes subdivisão nas seguintes idioma administrativos:
- (fr): francês
- (nl): holandês

Clique no botão no cabeçalho da coluna para classificar.

### Regiões
| Código | Nome da subdivisão                                                   |
| ------ | -------------------------------------------------------------------- |
| BE-BRU | Bruxelas-Região da Capital (fr), Brussels Hoofdstedelijk Gewest (nl) |
| BE-VLG | Região flamenga belga (nl)                                           |
| BE-WAL | Valônia (fr)                                                         |

### Províncias
| Código | Nome da subdivisão      | Na região |
| ------ | ----------------------- | --------- |
| BE-VAN | Antuérpia (nl)          | VLG       |
| BE-WBR | Brabante Valão (fr)     | WAL       |
| BE-WHT | Hainaut (fr)            | WAL       |
| BE-WLG | Liège (fr)              | WAL       |
| BE-VLI | Limburgo (nl)           | VLG       |
| BE-WLX | Luxemburgo (fr)         | WAL       |
| BE-WNA | Namur (fr)              | WAL       |
| BE-VOV | Flandres Oriental (nl)  | VLG       |
| BE-VBR | Brabante Flamengo (nl)  | VLG       |
| BE-VWV | Flandres Ocidental (nl) | VLG       |